# Cyathea vilhelmii
Cyathea vilhelmii är en ormbunkeart som beskrevs av Karel Domin. Cyathea vilhelmii ingår i släktet Cyathea och familjen Cyatheaceae. Inga underarter finns listade.